# 雇用及び職業についての差別待遇に関する条約
雇用及び職業についての差別待遇に関する条約（こようおよびしょくぎょうについてのさべつたいぐうにかんするじょうやく）は、反差別に関する国際労働機関の条約である（ILO条約第111号）。8つあるFundamental convention（最優先条約）のひとつである。
この条約は、雇用における人種、肌の色、性別、宗教、政治的意見、国籍や社会的出身など、あらゆる理由による差別や排除を禁止する法律を制定すること、機会均等に基づかない法律を廃止することを各国に要求している。
この条約は、1969年のあらゆる形態の人種差別の撤廃に関する国際条約（国際連合）、1981年の家族的責任を有する男女労働者の機会及び待遇の均等に関する条約（第百五十六号）に引用されている。

## 対象
第1条においては、何を差別待遇とするが示されている。
- 国民的出身による差別 - 本人の出生地、国民的又は言語的少数者、帰化により市民権を取得した自国民、外国からの移民の子孫などがある[3]。
- 社会的出身による差別 - 社会階級、社会職業的階層、カーストなどがある[3]。

## 批准の一覧
2017年6月現在、ILO加盟国187カ国のうち175カ国が本条約を批准している。
本条約を批准していないILO加盟国は以下の通り。
- ブルネイ
- クック諸島
- 日本
- マレーシア
- マーシャル諸島
- ミャンマー
- オマーン
- パラオ
- シンガポール
- トンガ
- ツバル
- アメリカ

## 日本の状況
日本が本条約を批准できない理由に、政府は以下を挙げている。
- 性別 - 労働基準法における年少者の深夜業規定（男性のみ交代制勤務が可能）、助産師（女性のみ就業可能, 保健師助産師看護師法第三条）[5]
- 政治的見解 - 公務員の政治的行為の制限（国家公務員法第102条第1項） [5]